# Kościół Wniebowzięcia Najświętszej Maryi Panny w Studzionce (województwo lubuskie)
Kościół pw. Wniebowzięcia Najświętszej Marii Panny w Studzionce – katolicki kościół filialny znajdujący się w Studzionce (gmina Krzeszyce). Stanowi pamiątkę osadnictwa na błotach nadwarciańskich.

## Historia
Obiekt wybudowano dla osadników olęderskich (sprowadzonych na dobra joannickie) w 1723, a więc na długo przed akcją osuszania błot nadwarciańskich w ramach kolonizacji fryderycjańskiej. Pierwsze nabożeństwo odprawiono w niedzielę Świętej Trójcy, w czerwcu 1724. Kościół ten (służący również za szkołę) zniszczyła powódź w 1736, ale odbudowano go już w latach 1738-1739. Joannitom podlegał do 1810. W 1844 do korpusu dobudowano od zachodu wieżę na planie kwadratu, która zastąpiła starszą, rozebraną dzwonnicę. 

### Po II wojnie światowej
Po II wojnie światowej świątynię przejęli katolicy - poświęcono ją 4 listopada 1945. Nosiła wówczas wezwanie Niepokalanego Serca Najświętszej Marii Panny (w 1958 uzyskała wezwanie obecne). W latach 1949–1951 podlegała parafii w Przemysławiu, a potem parafii kołczyńskiej. W latach 60. XX wieku uległa znaczącej przebudowie. W obawie przed zniszczeniem mur pruski zastąpiono murem pełnym, ceglanym (w korpusie i dolnej części wieży). Całość otynkowano. Usunięto też ołtarz ambonowy i zlikwidowano empory wzdłuż dłuższych boków (pozostawiając otynkowane słupy). W latach 70. XX wieku zbudowano posadzkę z lastriko, wymieniono całkowicie stolarkę okienną i drzwiową, jak również wykonano podsufitkę z płyty pilśniowej.

## Architektura
Świątynia salowa, orientowana, na planie prostokąta, pierwotnie z obustronnie tynkowanego muru pruskiego, który po remoncie w latach 60. XX wieku pozostał jedynie w górnej części wieży (oszalowanej). Korpus kryty dachem dwuspadowym, a wieża dachem namiotowym. Wnętrze pierwotnie otoczone emporami z trzech stron, obecnie posiada tylko chór. 

## Wyposażenie
Z przedwojennego wyposażenia świątyni pozostała fisharmonia, organy, dzwon i żelazny krzyż (wszystko XIX-wieczne). Dzwon o średnicy 72 cm ma napis wymieniający mistrza zakonu joannitów Ferdynanda (księcia von Preussen) i odlany został w 1793 w firmie braci Fischerów z Chojny. W latach międzywojennych wymieniano tu też kielich cynowy z napisem Andreas Hack 1735 oraz talerz do kolekty z tego samego materiału, posiadający napis: ievl 1736 oraz stempel G.K. 17.... Zachowane księgi kościelne i rachunkowe sięgają do roku 1724.

## Otoczenie
Przy kościele znajduje się wolnostojąca dzwonnica ceglana, krzyż drewniany i cmentarz, na którym na uwagę zasługują groby pierwszych polskich osadników po 1945, m.in. Paraskiewii Regi (zm. 1949).

## Galeria

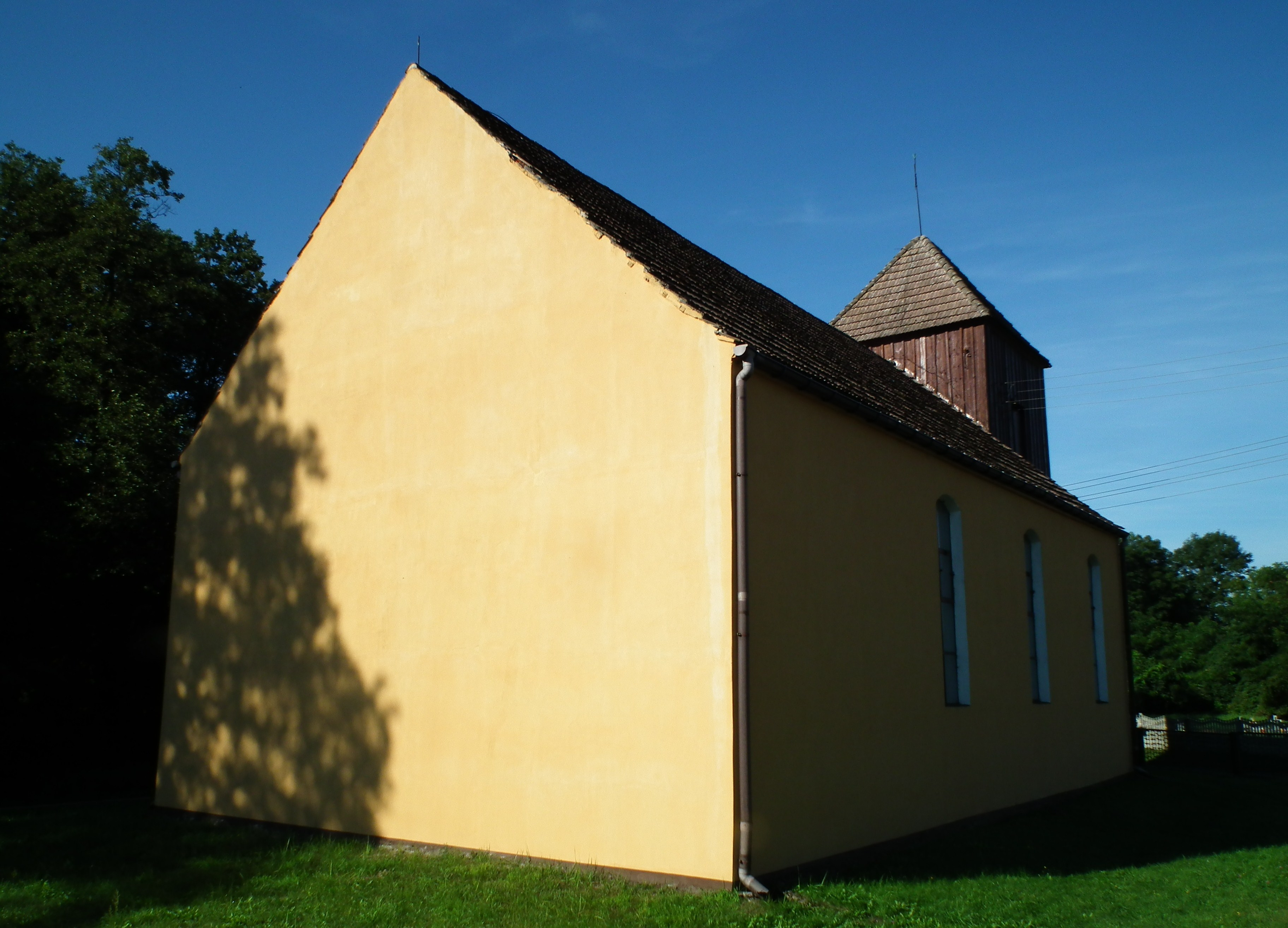
Elewacja tylna
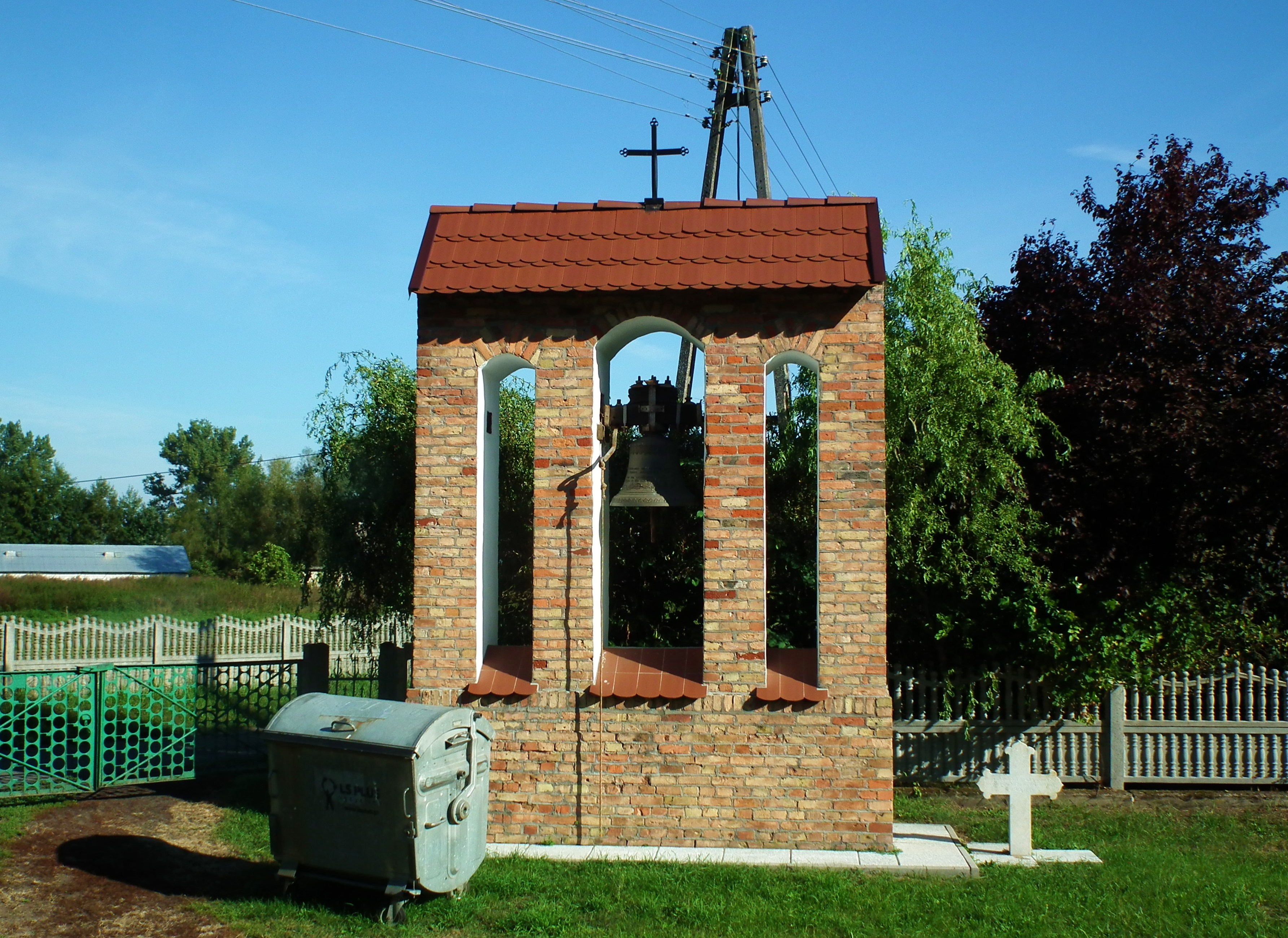
Dzwonnica
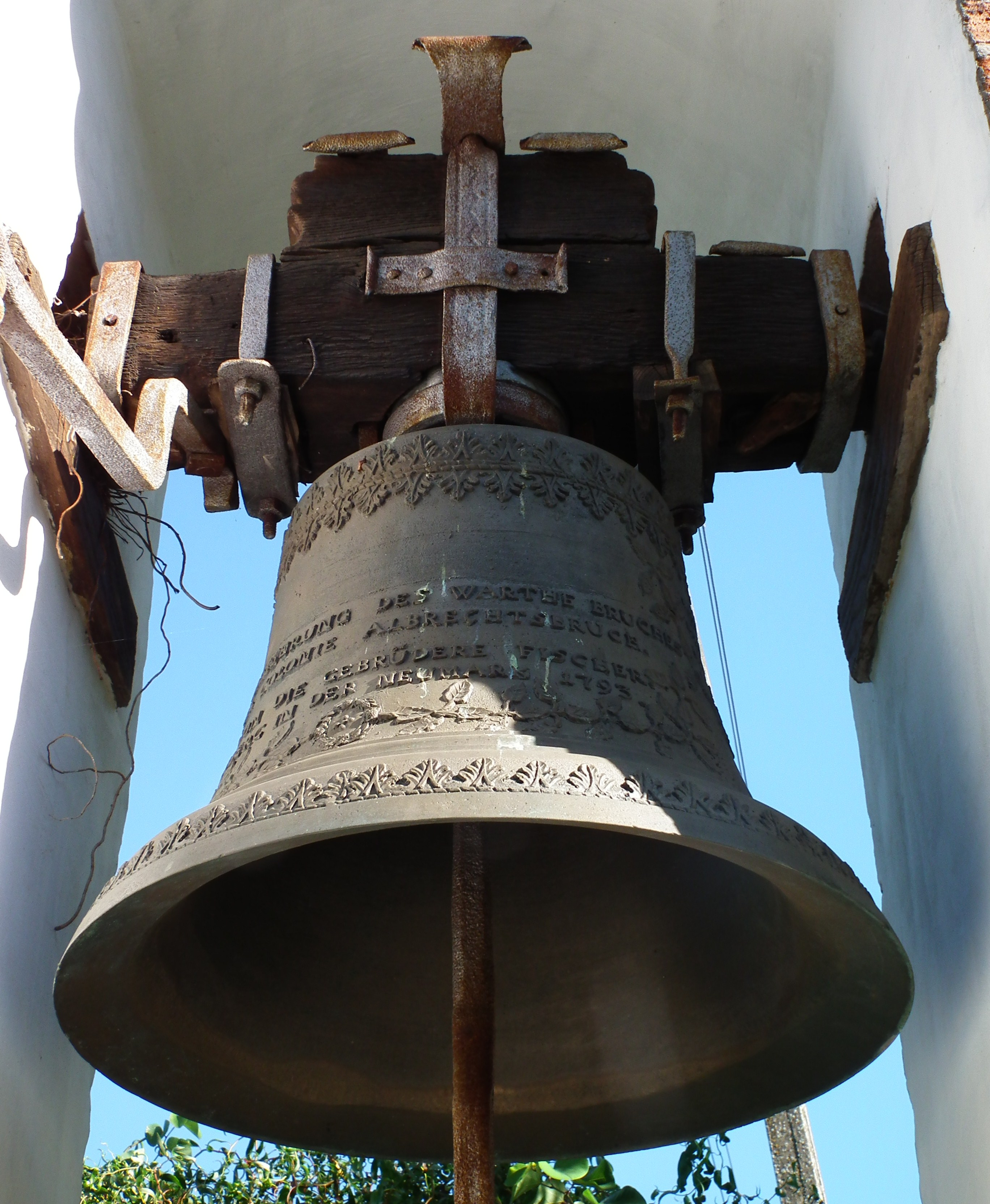
Dzwon z 1793